# 馬糞ヶ岳
馬糞ヶ岳（ばふんがたけ）は、山口県周南市と岩国市錦町との境界にある山である。標高985.2m。元来の名は、秘密尾岳である。山容が馬糞に似ていることから馬糞ヶ岳と呼ばれるようになった。